# 細紅點鮭
細紅點鮭為輻鰭魚綱鮭形目鮭科的其中一種，為溫帶淡水魚，被IUCN列為易危保育類動物，分布於歐洲雪特蘭群島Girlsta湖流域，體長可達18公分，棲息在底中層水域，生活習性不明。